# Haninge pastorat
Haninge pastorat är ett pastorat i Södertörns kontrakt i Stockholms stift i Haninge kommun.
Det bildades 2018 av församlingarna Dalarö-Ornö-Utö församling, Österhaninge församling och Västerhaninge-Muskö församling.
Pastoratskod är 130908